# 張淳 (隆慶進士)
张淳（1540年—1611年），字希古，號懷琴，直隸桐城县（今属安徽省）人。中国明朝官员。

## 生平
隆慶元年（1567年）丁卯科應天府鄉試第一百十七名舉人。隆慶二年（1568年）聯捷戊辰科第三甲第一百五十二名進士，被任命为永康知县。之前已有七位县令被当地百姓告倒。张淳到任后，清理积案，使吏民叹服。他审判迅捷，乡民裹一包饭即可结束诉讼，因此被称为“张一包”。这也是称赞他如包拯一般断案神速。
后来，张淳以治行第一，原本可以擢升吏部，但因不合首辅张居正意，改任礼部儀制司主事，历任郎中，因病去职。七年後，又被起用为建宁府知府。万历十六年（1588年）二月升任湖廣荆岳道副使，不久请告假归乡。二十一年二月起补浙江杭严道副使，期间妥善处理兵士骚乱。九月升官至陕西臨鞏道右参政。後致仕歸，优游林下二十余年，以耿楚侗、张甑山为师，羅近溪、孫月峰、劉芝陽、李漢峰、张洪陽为友，与方本庵、吴观我讲学桐川会馆，主张躬體力行，不尚虚无。卒年七十二。

## 家族
曾祖父張鐸；祖父張鵬，號東川，祖母胡氏；父張木，号琴川，母余氏。重庆下。弟张渐。
长子张士维（1557-1623年），字立甫，號恂所，以子秉文貴，封中宪大夫，抚州知府，贈廣東按察使。士维长子张秉文（1585年-1639年），万历三十八年（1610年）进士，官至山东左布政使。第四子张秉彝（1593年-1667年），字孩之，號拙庵，监生。秉彝子张英，清康熙年间官至大学士。张英以降，家族六代共出进士十三人，其中翰林十二人。其中张英次子张廷玉，官至大学士，得以附祀太庙。
次子张士缙。第三子张士绣，士绣子张秉贞，崇祯四年（1631年）进士，后降清，官至兵部尚书。第四子张士絅。